# Prosopocoilus attenuatus
Prosopocoilus attenuatus es una especie de coleóptero de la familia Lucanidae.

## Distribución geográfica
Habita en Malaya, Borneo y Sumatra.